# 셈 문자
셈 문자(Semitic alphabet) 또는 서셈 문자(West Semitic alphabet), 서북셈 아브자드(Northwest Semitic abjad)는 청동기 시대 후기인 기원전 15세기경부터 레반트(가나안) 지역에서 쓰인 원시 가나안 문자와 그 후기 형태인 페니키아 문자 및 거기에서 비롯된 여러 문자 가운데 셈어파 언어를 기록하는데 쓰인 고대 히브리 문자, 사마리아 문자, 아람 문자, 히브리 문자, 시리아 문자, 나바테아 문자, 아랍 문자 등을 통틀어 일컫는 이름이다.
넓게는 남아라비아 문자와 거기서 파생된 그으즈 문자 등도 포함될 수 있지만 다른 셈 문자와 글자 수와 순서가 다르다.
완전히 해독되지 않았지만 원시 가나안 문자의 조상으로 추정되는 청동기 시대 중기의 원시 시나이 문자를 셈 문자에 포함시킬 수도 있다. 하지만 같은 셈어파 언어를 기록했더라도 문자 계통이 다른 동셈어파의 아카드어나 에블라어 쐐기 문자는 포함시키지 않는다. 쐐기 문자의 일종이지만 표음 문자만을 사용하였고 원시 시나이 문자의 영향을 받았을 수 있는 우가리트 문자는 보는 관점에 따라 포함될 여지가 있지만 다른 셈 문자와 글자 수가 다르다.
페니키아 문자는 22개 기호로 이루어진 아브자드, 즉 자음 문자였다. 모음 음소의 수가 적고 단어 대부분이 세 개의 자음으로 구성된 어근으로 이루어진 셈어파의 특성 때문에 자음만을 기록해도 뜻이 통할 수 있었다. 그러나 오늘날의 아랍 문자와 히브리 문자에서는 자음 글자를 변용시켜 일부 모음을 기록하는 등 후대의 셈 문자는 보통 모음을 일부 나타내기 때문에 더 이상 순수한 아브자드가 아니다. 그으즈 문자는 아브자드로 출발했으나 자음 글자마다 기본 모음이 딸리는 것으로 간주하고 그와 다른 모음이 있을 때는 글자 모양을 바꾸어 표시하는 아부기다로 발전했다.

## 같이 보기
- 음소문자의 역사